# Сайделман, Артур Аллан
Артур Аллан Сайделман (англ. Arthur Allan Seidelman) — американский режиссёр, актёр, сценарист.

## Биография
Артур родился в Нью-Йорке, окончил колледж Уиттиер и Калифорнийский университет в Лос-Анджелесе. В начале 1980-х годов много работал на телевидении в направлении детских развлекательных программ. С 1969 по 2014 год выступил режиссёром 76 фильмов и сериалов.

## Фильмография

### Режиссёр
- Six Dance Lessons in Six Weeks (2014)
- Quattrocento (сериал) (2012)
- Chickadee (2011)
- Buff Enough (документальный) (2009)
- Where Muscles Were Born (2009)
- The Venice Beach Hostel (ТВ) (2009)
- The Awakening of Spring (2008)
- Two Spirits, One Journey (короткометражный) (2007)
- Компромат / The Kidnapping (ТВ) (2007)
- Сёстры / The Sisters (2005)
- Призраки Рождества / A Christmas Carol (ТВ) (2004)
- Бойня в Пуэрто-Вальярте (2003)
- Like Mother Like Son: The Strange Story of Sante and Kenny Kimes (ТВ) (2001)
- Ядерный рассвет (ТВ) (2000)
- The Runaway (ТВ) (2000)
- Пари Матч (ТВ) (2000)
- Прогулка по Египту (1999)
- Грейс и Глория (ТВ) (1998)
- Miracle in the Woods (ТВ) (1997)
- Deep Family Secrets (ТВ) (1997)
- Дело Бена Тайлера (ТВ) (1996)
- Огненная жатва (ТВ) (1996)
- В космической ловушке (1994)
- Heaven Help Us (сериал) (1994)
- Смертельные воспоминания (ТВ) (1993)
- Секреты озера «Успех» (сериал) (1993)
- Спаси меня (1992)
- Язык тела (ТВ) (1992)
- Ребёнок, который любил Рождество (ТВ) (1990)
- Capital News (сериал) (1990)
- False Witness (ТВ) (1989)
- Соловьи / Nightingales (сериал) (1989)
- Живущие у озера (ТВ) (1988)
- A Friendship in Vienna (ТВ) (1988)
- Addicted to His Love (ТВ) (1988)
- Место на столе (ТВ) (1988)
- Каникулы по-американски (ТВ) (1987)
- The Caller (1987)
- Обернись (ТВ) (1987)
- Strange Voices (ТВ) (1987)
- Год жизни (сериал) (1987—1988)
- Покер Алиса (ТВ) (1987)
- Kate’s Secret (ТВ) (1986)
- Sin of Innocence (ТВ) (1986)
- Bridges to Cross (ТВ) (1985)
- Best Times, The (сериал) (1985)
- Половина Нельсона (ТВ) (1985)
- Она написала убийство (сериал) (1984—1996)
- Бумажные куклы (сериал) (1984)
- Cover Up (сериал) (1984—1985)
- Призыв к славе (сериал) (1984—1985)
- Echoes (1983)
- Макбет (видео) (1981)
- Блюз Хилл-стрит (сериал) (1981—1987)
- Частный детектив Магнум (сериал) (1980—1988)
- Children of Rage (1975)
- ABC Afterschool Specials (сериал) (1972—1995)
- Ceremony of Innocence, The (ТВ) (1970)
- Геркулес в Нью-Йорке / Hercules in New York (1970)

### Сценарист
- 1982 — Я люблю свободу (ТВ)
- 1975 — Children of Rage

### Актёр
- 1963 — Одиннадцатый час / The Eleventh Hour — Викс
- 2009 — Скорая помощь / ER — мистер Ганди

## Номинации и награды
- 1980 — Дневная премия «Эмми» в категории «Лучшее индивидуальное достижение в детских программах» («ABC Afterschool Specials»).
- 1981 — номинация на Дневную премию «Эмми» в категории «Лучшие детские развлекательные программы» («CBS Afternoon Playhouse»).
- 1982 — Дневная премия «Эмми» в категории «Лучшее индивидуальное направление в детских программах» («ABC Afterschool Specials»).
- 1982 — номинация на «Прайм-тайм премию Эмми» в категории «Лучший сценарист мюзикла» («I Love Liberty»).
- 1983 — Премия Гильдии сценаристов США в категории «Варьете, мюзикл иди комедия» («I Love Liberty»).
- 1984 — номинация на «Прайм-тайм премию Эмми» в категории «Лучший режиссёр драматического сериала» («Hill Street Blues»).